# De battre mon coeur s'est arrêté
De battre mon coeur s'est arrêté (De latir, mi corazón se ha parado en España y El latido de mi corazón en Hispanoamérica) es una película francesa de 2005 dirigida por Jacques Audiard y protagonizada por Romain Duris. El título alude a una canción de Jacques Dutronc, La Fille du Pére Noël. El guion está escrito por el propio Audiard en colaboración con Tonino Benacquista, con quien el director ya había trabajado en Lee mis labios, y es una versión de Fingers, largometraje de 1978 dirigido por James Toback. 
Se estrenó el 17 de febrero de 2005 en el Festival Internacional de Cine de Berlín, donde recibió el Oso de Plata a la mejor banda sonora. Asimismo, fue galardonada con el BAFTA a la mejor película en lengua no inglesa y consiguió ocho Premios César.

## Argumento
A los 28 años Tom se debate entre dos mundos: ha seguido los pasos de su padre en el desempeño de turbios negocios inmobiliarios, pero un encuentro casual le lleva a pensar que quizás podría cambiar de vida y convertirse en pianista, como fuera su madre. Con este objetivo, decide prepararse para una audición ayudado por Miao Lin, una pianista china que no habla francés. No obstante, obligaciones y problemas relativos a su trabajo diario se interpondrán continuamente en su camino.

## Reparto
- Romain Duris: Thomas Seyr.
- Niels Arestrup: Robert Seyr.
- Jonathan Zacaï: Fabrice.
- Gilles Cohen: Sami.
- Aure Atika: Aline.
- Linh Dan Pham: Miao Lin.
- Emmanuelle Devos: Chris.
- Anton Yakovlev: Minskov.
- Mélanie Laurent: novia de Minskov.

## Premios y nominaciones
| Año  | Premio                                   | Categoría                                                                           | Resultado |
| ---- | ---------------------------------------- | ----------------------------------------------------------------------------------- | --------- |
| 2005 | Festival Internacional de Cine de Berlín | Oso de oro                                                                          | Nominada  |
| 2005 | Festival Internacional de Cine de Berlín | Oso de Plata a la mejor banda sonora                                                | Ganadora  |
| 2005 | Premios del Cine Europeo                 | Mejor actor (Romain Duris)                                                          | Nominado  |
| 2005 | Premios del Cine Europeo                 | Premio de la audiencia al mejor director (Jacques Audiard)                          | Nominado  |
| 2006 | Premios BAFTA                            | Mejor película en lengua no inglesa                                                 | Ganadora  |
| 2006 | Étoiles d'Or                             | Mejor película                                                                      | Ganadora  |
| 2006 | Étoiles d'Or                             | Mejor director (Jacques Audiard)                                                    | Ganadora  |
| 2006 | Étoiles d'Or                             | Mejor actor (Romain Duris)                                                          | Ganador   |
| 2006 | Étoiles d'Or                             | Mejor compositor de música original (Alexandre Desplat)                             | Ganador   |
| 2006 | Prix Lumière                             | Mejor película                                                                      | Ganadora  |
| 2006 | Prix Lumière                             | Mejor actor (Romain Duris)                                                          | Ganador   |
| 2006 | Premios César                            | Mejor película                                                                      | Ganadora  |
| 2006 | Premios César                            | Mejor director (Jacques Audiard)                                                    | Ganadora  |
| 2006 | Premios César                            | Mejor guion adaptado                                                                | Ganadora  |
| 2006 | Premios César                            | Mejor actor (Romain Duris)                                                          | Nominado  |
| 2006 | Premios César                            | Mejor actor secundario (Niels Arestrup)                                             | Ganador   |
| 2006 | Premios César                            | Actriz revelación (Linh Dan Pham)                                                   | Ganadora  |
| 2006 | Premios César                            | Mejor fotografía (Stéphane Fontaine)                                                | Ganadora  |
| 2006 | Premios César                            | Mejor música original (Alexandre Desplat)                                           | Ganadora  |
| 2006 | Premios César                            | Mejor sonido (Brigitte Taillandier, Pascal Villard, Cyril Holtz, Philippe Amouroux) | Nominada  |
| 2006 | Premios César                            | Mejor montaje (Juliette Welfling)                                                   | Ganadora  |
| 2006 | British Independent Film Awards          | Mejor película extranjera                                                           | Nominada  |